# Mecanismul European al Ratelor de Schimb
     Zona euro
     Țările ERM II
     Alte țări ale UE
     Țări din afara UE care utilizează moneda euro ca valută

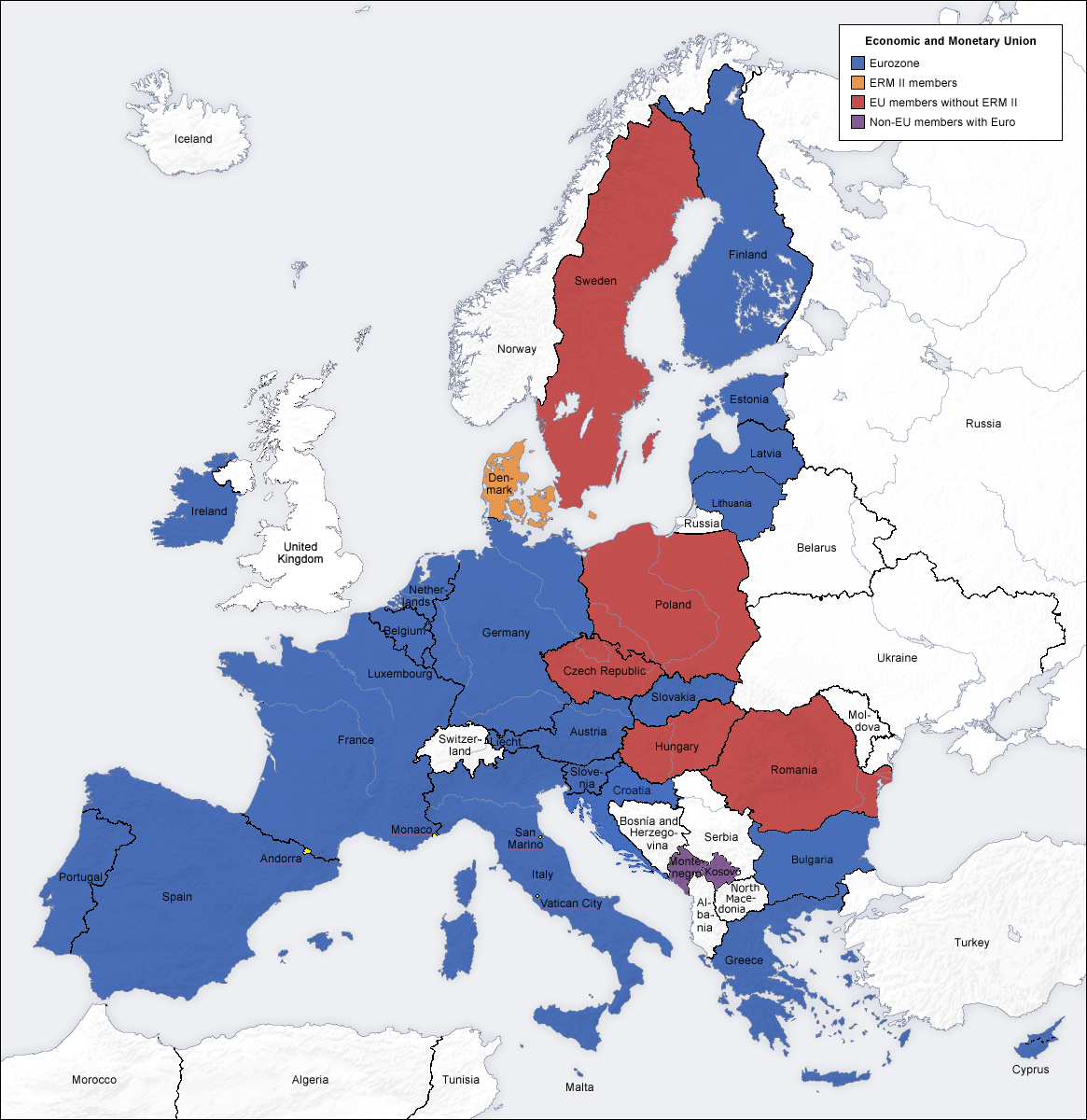
Zona euro
Țările ERM II
Alte țări ale UE
Țări din afara UE care utilizează moneda euro ca valută

Mecanismul European al Ratelor de Schimb (European Exchange Rate Mechanism -ERM-) a fost un sistem introdus de către Comunitatea Europeană în martie 1979, ca parte a Sistemului Monetar European (EMS), pentru a reduce variabilitatea cursului de schimb și pentru a atinge stabilitatea monetară în Europa, în pregătirea pentru Uniunea Economică și Monetară precum și introducerea unei  monede unice, euro, care a avut loc la 1 ianuarie 1999. După adoptarea monedei euro, atenția a fost schimbată către legătura dintre monedele țărilor din afara zonei euro și euro (având ca un punct central moneda comună). Scopul a fost de a îmbunătăți stabilitatea a acestor monede, precum și de a obține un mecanism de evaluare pentru potențialii membri ai zonei euro. Acest mecanism este cunoscut sub numele de ERM II. În prezent, monedele existente în ERM II sunt coroana daneză și leva bulgărească.

## Rata de schimb admisibilă a monedelor individuale
| Valută          | Cod | Cursul central | Oscilație amplitudine |
| --------------- | --- | -------------- | --------------------- |
| lire cipru      | CYP | 0,585 274      | 15 %                  |
| coroană daneză  | DKK | 7,460 38       | 2.25 %                |
| coroană estonă  | EEK | 15,646 6       | 15 %                  |
| litas lituanian | LTL | 3,452 80       | 15 %                  |
| lats            | LVL | 0,702 804      | 15 %                  |
| malteză liri    | MTL | 0,429 300      | 15 %                  |
| slovacă Koruny  | SKK | 38,455 0       | 15 %                  |